# Шоу, Артур (легкоатлет)
Артур Бриггс Шоу (англ. Arthur Briggs Shaw; 28 апреля 1886, Джолиет, Иллинойс, США — 18 июля 1955, Алтадина) — американский легкоатлет, бронзовый призёр летних Олимпийских игр 1908 года.
На Играх 1908 года в Лондоне Шоу участвовал только в беге на 110 м с барьерами и занял третье место в финале.